# Jan Šula
Jan Šula (30. června 1904, Plzeň – 1. listopadu 1994, Praha) byl český lékařský chemik a biochemik, který je považován za spoluzakladatele experimentální onkologie v Československu.